# Mec Parni
Mec Parni – wieś w Armenii, w prowincji Lorri. W 2011 roku liczyła 1839 mieszkańców.